# Fleurieux-sur-l'Arbresle
Fleurieux-sur-l'Arbresle este o comună în departamentul Rhône din sud-estul Franței. În 2009 avea o populație de 2.227 de locuitori.

## Evoluția populației
| An        | 1975 | 1982  | 1990  | 1999  | 2006  | 2009  |
| --------- | ---- | ----- | ----- | ----- | ----- | ----- |
| Populație | 918  | 1.496 | 1.840 | 2.025 | 2.053 | 2.227 |